# Birger Bæckström
Sven Birger Bæckström, född 1 mars 1878 i Hammarby socken i Stockholms län, död 17 juli 1962 i Göteborg, var en svensk konstnär, journalist, konst- och litteraturkritiker. Han var far till Tord Bæckström.
Bæckström, som var son till läkaren Sven Peter Bæckström och Jenny Platin, blev filosofie licentiat 1904 och gick på Valands målarskola 1905. Redan 1904 började han som frilansare skriva konstkritik för Göteborgs-Posten och var anställd på tidningen 1911–1919. Därefter var han konst- och litteraturkritiker på Göteborgs Handels- och Sjöfartstidning fram till 1947. Han skrev ofta under signaturen B. B-m. Under åren 1913–1917 var han ledamot av Göteborgs museums inköpsgrupp av konst. Som konstnär finns Bæckström representerad i Nationalmuseums samlingar med en ansiktsmask i brons. Han är begravd på Östra kyrkogården i Göteborg.